# 이르핀
이르핀(우크라이나어: Ірпінь, 러시아어: Ирпень 이르펜[*])은 우크라이나 키예프주의 도시로 면적은 110.83km2, 인구는 42,924명(2015년 기준), 인구 밀도는 360.460명/km2이다.
1899년 키예프와 코벨을 연결하는 철도가 건설되면서 신설되었으며 1956년에 도시 지위를 부여받았다.

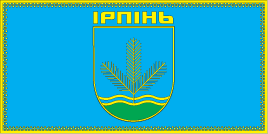
시기
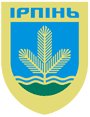
시 문장